# Lüneburg-Lins
Lüneburg-linsen, även känd som Luneburg-linsen, är uppkallad efter matematikern Rudolf Karl Lüneburg och är en sfärisk gradientindexlins. Den består av en fast sfär av förlustfritt dielektriskt material med en positionsberoende dielektricitetskonstant. Om dess baksida är spegelvänd reflekterar den infallande parallella vågor exakt i källans riktning och fungerar därmed som en retroreflektor. Det kan exempelvis användas vid konstruktion av radarreflektorer. 
För vissa brytningsindexprofiler bildar linsen perfekta geometriska bilder av två givna koncentriska sfärer på varandra. Det finns ett oändligt antal brytningsindexprofiler som kan ge denna effekt. Den enklaste lösningen föreslogs av Rudolf Luneburg 1944. Luneburgs lösning för brytningsindex skapar två konjugerade foci utanför linsen. Lösningen har en enkel och explicit form om den ena brännpunkten ligger i oändligheten och den andra på den motsatta ytan av linsen. J. Brown och A. S. Gutman föreslog därefter lösningar som genererar en inre och en yttre brännpunkt. Dessa lösningar är inte unika; uppsättningen lösningar definieras av en uppsättning bestämda integraler.
Luneberg-linsen förblev länge en matematisk kuriositet, tills den användes som strålformare i den amerikanska radarn AN/SPG-59 i början av 1960-talet.
AN/SPG-59 var en av världens första phased array-radarer. Till skillnad från moderna FAR-radarer, där strålens rumsliga mönster bildas av kontrollerade fasförskjutare, använde AN/SPG-59-radarn en Luneberg-lins placerad i fartygets överbyggnad. Denna teknik valdes på grund av bristen på kompakta och tillförlitliga fasförskjutare för C-bandet på 1960-talet.
Ett stort flertal mottagar- och sändarelement var placerade på linsens yta. När ett av sändarelementen bildade en sfärisk radiovåg på linsens yta omvandlade linsen den till en våg med planparallella fronter, vars fasmönster fångades upp av mottagarelementen och överfördes till en sfärisk radiator placerad på toppen av den klockformade superstrukturen. På så sätt bildade den sfäriska radiatorn en stråle i rymden, vars riktning motsvarade positionen på det strålande elementets lins.
Den reflekterade vågen mottogs av tre sfäriska mottagare som var placerade runt superstrukturens omkrets och 120° från varandra i azimut. Signaler från flera tusen mottagare på de tre antennerna kombinerades och matades till en Luneberg-lins, som fokuserade signalen på ett av mottagarelementen, vars position på linsens yta motsvarade målets position i rymden.
En testversion av radarn testades på experimentfartyget AVM-1 Norton Sound från juni 1964 till juli 1966. Testerna visade på låg tillförlitlighet hos utrustningen, höga effektförluster i linsen och låg kvalitet på omvandlingen av sfäriska vågor till plana vågor (hög nivå av sidolober i det riktade mönstret). Vidareutvecklingen av radarn stoppades på grund av att Typhon-projektet lades ned ill förmån för "programmet för standardmissiler".

## Förstärkarantenn
En Luneburg-lins kan användas som bas för en radioantenn med hög förstärkning. Denna antenn är jämförbar med en parabolantenn, men använder linsen i stället för en parabolisk reflektor som det huvudsakliga fokuseringselementet. Precis som för parabolantennen placeras en matning till mottagaren eller från sändaren i fokus, matningen består vanligtvis av en hornantenn. Matarhornets fascentrum måste sammanfalla med fokuspunkten, men eftersom fascentrum alltid ligger något innanför hornets mynning, kan det inte föras rakt upp mot linsens yta. Därför är det då nödvändigt att använda en Luneburg-lins som fokuserar något utanför ytan, snarare än den klassiska linsen där fokus ligger på ytan. En Luneburg-linsantenn har ett antal fördelar jämfört med en parabolantenn. Eftersom linsen är sfäriskt symmetrisk kan antennen styras genom att man flyttar matningen runt linsen, utan att behöva rotera hela antennen. Eftersom linsen är sfäriskt symmetrisk kan en enda lins användas med flera matningar som tittar i vitt skilda riktningar. Om däremot flera feeds används med en parabolisk reflektor måste alla vara inom en liten vinkel från den optiska axeln för att undvika koma (en form av de-fokusering). Förutom offset-system drabbas parabolantenner av att matningen och dess stödstruktur delvis skymmer huvudelementet (blockering av öppningen); i likhet med andra refrakterande system undviker Luneburgs linsantenn detta problem. 
En variant av Luneburgs linsantenn är den hemisfäriska Luneburgs linsantenn eller Luneburgs reflektorantenn. Här används bara ett halvklot av en Luneburg-lins, med sfärens skurna yta vilande på ett reflekterande metalljordplan. Arrangemanget halverar linsens vikt och jordplanet ger ett bekvämt stöd. Feedret skymmer dock delvis linsen när infallsvinkeln på reflektorn är mindre än ca 45°.

## Reflektorer
En radarreflektor kan tillverkas av en Luneburg-lins genom att metallisera delar av dess yta. Strålning från en avlägsen radarsändare fokuseras på undersidan av metalliseringen på den motsatta sidan av linsen; här reflekteras den och fokuseras tillbaka på radarstationen. En svårighet med detta system är att metalliserade områden blockerar in- eller utflödet av strålning på den delen av linsen, men de icke-metalliserade områdena resulterar i en blind fläck på den motsatta sidan.
Avtagbara radarreflektorer av Luneburg-lins-typ monteras ibland på militärflygplan för att göra smygflygplan synliga under träning, eller för att dölja deras verkliga radarsignatur. Till skillnad från andra typer av radarreflektorer påverkar deras form i huvudsak inte flygplanets manövrering.